# Hamm
Hamm là một thành phố trong bang Nordrhein-Westfalen của nước Đức. Thành phố có diện tích km², dân số thời điểm năm là người.